# Seo Yong-duk
Seo Yong-duk (서용덕?, 徐庸德?; 10 settembre 1989) è un ex calciatore sudcoreano, di ruolo centrocampista.